# Calephorus ornatus
Calephorus ornatus är en insektsart som först beskrevs av Walker, F. 1870.  Calephorus ornatus ingår i släktet Calephorus och familjen gräshoppor. Inga underarter finns listade i Catalogue of Life.